# 26 septembre 1982
Le dimanche 26 septembre 1982 est le 269e jour de l'année 1982.

## Naissances
- Axel Hirsoux, chanteur belge
- C.J. Wright, acteur pornographique americain
- Chelsea Ching, chanteuse et mannequin américaine
- Daniel McCutchen, joueur américain de baseball
- Daniela Reimer, rameuse allemande
- John Scott, joueur de hockey sur glace canadien
- Jon Richardson, comédien et humoriste anglais
- Ludovico Fremont, acteur italien
- Marco Fortes, athlète portugais
- Rob Burrow, joueur de rugby
- Simon Picone, joueur de rugby italien
- Sobhi Saïed, handballeur tunisien
- Susan Sun, actrice chinoise
- Virginie Brackez, joueuse de kayak-polo internationale française

## Décès
- Allyn Cox (né le 5 juin 1896), peintre américain
- Arnaldo Ginna (né le 7 mai 1890), peintre, sculpteur et réalisateur futuriste italien
- Josef Maleček (né le 18 juin 1903), joueur de hockey sur glace tchécoslovaque
- Roger Heckel (né le 18 juillet 1922), prêtre catholique français
- Valerie Bettis (née le 20 décembre 1919), danseuse contemporaine et une chorégraphe américaine

## Événements
- Élections législatives régionales de 1982 en Hesse
- Début de la série télévisée K 2000
- Début de la série télévisée Matt Houston